# Rakha Bangdel
Rakha Bangdel (nep. राखावाङदेल) – gaun wikas samiti we wschodniej części Nepalu w strefie Sagarmatha w dystrykcie Khotang. Według nepalskiego spisu powszechnego z 2001 roku liczył on 574 gospodarstw domowych i 2866 mieszkańców (1483 kobiet i 1383 mężczyzn).